# Liste der Nummer-eins-Hits in den Hot Dance Airplay Charts (2010)
- David Guetta feat. Akon – Sexy Chick
  - 1 Woche (26. Dezember 2009 – 1. Januar, insgesamt 6 Wochen)
- Plumb – Hang On
  - 1 Woche (2. Januar – 8. Januar)
- Inna – Hot
  - 1 Woche (9. Januar – 15. Januar, insgesamt 2 Wochen)
- Kesha – Tik Tok
  - 2 Wochen (16. Januar – 29. Januar, insgesamt 5 Wochen)
- Inna – Hot
  - 1 Woche (30. Januar – 5. Februar, insgesamt 2 Wochen)
- Kesha – Tik Tok
  - 3 Wochen (6. Februar – 26. Februar, insgesamt 5 Wochen)
- Lady Gaga – Bad Romance
  - 1 Woche (27. Februar – 5. März)
- Kim Sozzi – Secret Love
  - 1 Woche (6. März – 12. März, insgesamt 2 Wochen)
- Annagrace – Love Keeps Calling
  - 3 Wochen (13. März – 2. April)
- Kim Sozzi – Secret Love
  - 1 Woche (3. April – 9. April, insgesamt 2 Wochen)
- M’Break – Heartbreak
  - 2 Wochen (10. April – 23. April)
- The Temper Trap – Sweet Disposition
  - 1 Woche (24. April – 30. April)
- Rihanna – Rude Boy
  - 1 Woche (1. Mai – 7. Mai)
- Taio Cruz feat. Ludacris – Break Your Heart
  - 1 Woche (8. Mai – 14. Mai)
- Deadmau5 feat. Rob Swire – Ghosts ’n’ Stuff
  - 1 Woche (15. Mai – 21. Mai)
- Blake Lewis – Heartbreak on Vinyl
  - 1 Woche (22. Mai – 28. Mai)
- Selena Gomez & the Scene – Naturally
  - 1 Woche (29. Mai – 4. Juni)
- Edward Maya & Vika Jigulina – Stereo Love
  - 1 Woche (5. Juni – 11. Juni, insgesamt 4 Wochen)
- Alexis Jordan – Happiness
  - 1 Woche (12. Juni – 18. Juni)
- David Guetta & Chris Willis feat. Fergie & LMFAO – Gettin’ Over You
  - 1 Woche (19. Juni – 25. Juni, insgesamt 2 Wochen)
- Edward Maya & Vika Jigulina – Stereo Love
  - 1 Woche (26. Juni – 2. Juli, insgesamt 4 Wochen)
- David Guetta & Chris Willis feat. Fergie & LMFAO – Gettin’ Over You
  - 1 Woche (3. Juli – 9. Juli, insgesamt 2 Wochen)
- Katy Perry feat. Snoop Dogg – California Gurls
  - 3 Wochen (10. Juli – 30. Juli)
- Mike Posner – Cooler Than Me
  - 1 Woche (31. Juli – 6. August)
- Kaskade feat. Haley – Dynasty
  - 1 Woche (7. August – 13. August)
- Matisse – Better Than Her
  - 1 Woche (14. August – 20. August)
- Taio Cruz – Dynamite
  - 1 Woche (21. August – 27. August)
- Get Far feat. H-Boogie – The Radio
  - 2 Wochen (28. August – 10. September)
- Yolanda Be Cool & DCUP – We No Speak Americano
  - 1 Woche (11. September – 17. September)
- Edward Maya & Vika Jigulina – Stereo Love
  - 2 Wochen (18. September – 1. Oktober, insgesamt 4 Wochen)
- Katy Perry – Teenage Dream
  - 2 Wochen (2. Oktober – 15. Oktober)
- Alex Gaudino – I’m in Love (I Wanna Do It)
  - 2 Wochen (16. Oktober – 29. Oktober, insgesamt 3 Wochen)
- Rihanna – Only Girl (In the World)
  - 2 Wochen (30. Oktober – 12. November, insgesamt 3 Wochen)
- Alex Gaudino – I’m in Love (I Wanna Do It)
  - 1 Woche (13. November – 19. November, insgesamt 3 Wochen)
- Afrojack feat. Eva Simons – Take Over Control
  - 1 Woche (20. November – 26. November, insgesamt 5 Wochen)
- DJ Mog feat. Sarah Lynn – Somewhere
  - 1 Woche (27. November – 3. Dezember)
- Pink – Raise Your Glass
  - 1 Woche (4. Dezember – 10. Dezember, insgesamt 2 Wochen)
- Rihanna – Only Girl (In the World)
  - 1 Woche (11. Dezember – 17. Dezember, insgesamt 3 Wochen)
- Afrojack feat. Eva Simons – Take Over Control
  - 1 Woche (18. Dezember – 24. Dezember, insgesamt 5 Wochen)
- Pink – Raise Your Glass
  - 1 Woche (25. Dezember – 31. Dezember, insgesamt 2 Wochen)